# TC Blau-Weiss Berlin
Der Tennisclub 1899 e. V. Blau-Weiss ist ein traditionsreicher Tennis- und Hockeyverein aus Berlin, dessen Anlage sich seit 1926 in Berlin-Grunewald an der Waldmeisterstraße befindet. Der Club wurde 1899 gegründet und nutzte ebenso wie der LTTC Rot-Weiß Berlin bis 1906 das Gelände der Berliner Spielplatz Gesellschaft in Schöneberg.
Den 3.400 Mitgliedern stehen auf dem vereinseigenen Gelände 24 Freiluft-Tennisplätze, fünf Hallen-Tennisplätze (im Winter zusätzlich fünf Traglufthallenplätze), ein Kunstrasen- und ein Naturrasenhockeyplatz sowie ein Schwimmbecken zur Verfügung. Mittelpunkt der Anlage bildet der Centre Court mit seinen Naturtribünen, der bei seiner Eröffnung 1926 mit dem mit 6.000 Zuschauern angegebenen Fassungsvermögen als der größte Europas galt. Der Tennisclub Blau-Weiss Berlin ist Mitglied der Leading Tennis Clubs of Germany.
Für die Dauer der Fußball-Weltmeisterschaft 2006 richtete der Deutsche Fußball-Bund in der Tennishalle ein Fitness-Zentrum für die deutsche Fußballnationalmannschaft ein.

## Tennis
Blau-Weiss gewann 1921 den zum ersten Mal ausgespielten Medenpokal, die damals noch inoffizielle Vereinsmeisterschaft des Deutschen Tennis Bundes. Die erste, 1927 auf der Anlage vom TC Blau-Weiss ausgetragene Davis-Cup-Begegnung ging gegen Südafrika 1:4 verloren. Die 1. Damenmannschaft erreichte in der Saison 2007 den 2. Platz in der 2. Bundesliga Nord, nachdem sie 2006 noch in der Bundesliga vertreten war. In der Saison 2012 wurde Blau-Weiss Meister der 2. Liga Nord. Das Team spielt seit der Saison 2013 somit wieder in der 1. Bundesliga. Die Herren spielen seit einigen Jahren in der 2. Bundesliga Nord.
Auf der Außenanlage darf, abgesehen von wärmender Kleidung, ausschließlich in Weiß gespielt werden.

## Hockey
Die aktuell (Stand 2016) 800 Mitglieder zählende Hockeyabteilung spielte lange Zeit keine Rolle im Leistungssport, bis sie in den letzten Jahren eine rasante Entwicklung genommen hat. Die Herren starteten nach der Meisterschaft in der Feldhockey-Oberliga Berlin 2004 in der folgenden Saison einen Durchmarsch in der Regionalliga Ost. So spielten sie in der Saison 2005/06 erstmals in der 2. Bundesliga, die sie zwar sofort wieder verlassen mussten, der sie aber nach dem sofortigen Wiederaufstieg zur Saison 2007/08 wieder angehören. In der Halle gelang sogar der Wiederaufstieg in die 1. Bundesliga. Von der Saison 2010/11 bis zur Saison 2016/17 spielten die Herren auch auf dem Feld in der 1. Bundesliga. Zur Saison 2017/18 stiegen sie zwar wieder in die 2. Liga ab, schafften aber umgehend den Wiederaufstieg. Ein großer sportlicher Erfolg im Erwachsenenbereich der Herren war die erste Teilnahme am Viertelfinale um die deutsche Meisterschaft in der Hallensaison 2015/16.
Die Damen spielten 2001 noch in der untersten Liga, der 2. Verbandsliga Berlin. Zwischenzeitlich konnte sich das Team auf dem Feld in die 2. Bundesliga und in der Halle sogar in die 1. Bundesliga (2007–2017) hocharbeiten. Aktuell (Saison 2017/18) spielen die Damen auf dem Feld und in der Halle in der Regionalliga Ost.
In der Jugend sind die Erfolge der 1. deutsche Meistertitel der männlichen Jugend A in der Hallensaison 2015/16 und der 2. Platz der deutschen Meisterschaft der männlichen Jugend A in der Feldsaison 2015/16. Sowie zwei 2. Plätze bei der deutschen Meisterschaft der männlichen Jugend B in der Hallensaison 2014/15 und 2015/16.
Mit Beginn der Hallensaison 2022/2023 spielt neben dem TC Blau-Weiss auch der Bruderverein HC Roseneck in der 1. Bundesliga. Der HCR wurde 2016 als „Farmteam“ gegründet und sollte den Jungspielern des Vereins die Möglichkeit geben, auf Bundesliga-Niveau zu spielen, da dies ansonsten für die zweite Mannschaft eines Clubs nach DHB-Regelwerk nicht zulässig ist.